# Pietro da Barsegapè
Pietro da Barsegapè (o Bascapè) (Milano (?), XIII secolo – ...) è stato un poeta italiano in lingua lombarda.

## Biografia
Poeta didascalico, nacque in seno a una famiglia forse originaria del borgo di Bascapè, presso Pavia: è autore del Sermon, opera di carattere didattico in volgare lombardo.
Fu un soldato professionista, ma scarse sono altre informazioni sulla sua vita.
Il suo nome sembra derivare da a Basilica Petri, una località non lontana da Milano. Il suo poemetto tratta di materie derivate dalla Bibbia e fu iniziato nel 1274, come egli stesso dichiarava nel Sermon. Secondo alcuni critici, questo autore è identificabile con un omonimo che nel 1260 scrisse una lettera al Podestà di Firenze.

## Opere
Il Sermon Divino è un poema popolare con toni di critica nei confronti della ricchezza e della superbia. Di lunghezza approssimativamente pari a 2500 versi, suddiviso in tre sezioni: la creazione del mondo, la storia di Gesù Cristo, il giudizio universale.